# N568 (België)
De N568 is een expresweg in België tussen Charleroi (N5) en Farciennes (N90). De weg heeft een lengte van ongeveer 11 kilometer. De weg passeert het Brussels South Charleroi Airport aan het begin van de route.
De gehele weg bestaat uit 2x2 rijstroken.

## Plaatsen langs N568
- Charleroi
- Poudriére
- Wainage
- Farciennes

## Aftakkingen

### N568a
De N568a is een aftakking van de N568 ten oosten van het vliegveld en sluit vervolgens ten noorden van de A15 aan op de R3. De weg heeft een lengte van ongeveer 2,2 kilometer.

### N568b
De N568b is een weg in het verlengde van de N570 bij de plaats Farciennes. De weg vormt de oude route van de N568, maar sluit niet meer aan op de N568 door middel van betonblokken. De route kent een lengte van ongeveer 950 meter en gaat over de Rue le Campinaire.

### N568c
De N568c is een 400 meter lange route bij de plaats Farciennes. De route loopt over de Rue des Ecoles, maar sluit niet aan op de N568. Hier zijn namelijk betonblokken geplaatst.

### N568d
De N568d is een 500 meter lange route bij de plaats Farciennes. De route loopt over de Rue du Bois tot aan de kruising met de Rue de la Paix. Het begin van deze route ligt aan de N568e.

### N568e
De N568e is een 550 meter lange route bij de plaats Farciennes. De route loopt over de Rue des Aubépines en begint bij de N568b. De route gaat vervolgens onder de N568 door en kruist daarna de N568d.

### N568r
De N568r is een verbinding tussen de R3 en de weg richting N586. De route gaat in het verlengde verder van de N568a en gaat over de Rue du Muturnia. De route kent een lengte van ongeveer 900 meter.